# Gösta Gustavsson (ingenjör)
Gösta Sigvard Georg Gustavsson, född 4 oktober 1912 i Oscar Fredriks församling, Göteborg, död 17 mars 1991 i Västerås Lundby församling, var en svensk väg- och vattenbyggnadsingenjör. 
Gustavsson utexaminerades från Chalmers tekniska instituts lägre avdelning 1933 och från Chalmers tekniska högskola 1937. Han blev ingenjör vid Thorstensons konsulterande kommunaltekniska byrå i Sävsjö 1937, på stadsingenjörskontoret i Borås stad 1938, byråingenjör på byggnadskontoret där 1939, på stadsingenjörskontoret i Västerås stad 1940, blev mätningsingenjör, mätningsman och fastighetsregisterförare där 1941 och var stadsingenjör i Västerås stad från 1944. 
Gustavsson var styrelseledamot i Svenska väg- och vattenbyggares riksförbund 1951–1953, ordförande i nämnda förbunds stadsingenjörskommitté från 1956, expert i Sveriges civilingenjörsförbund 1957–1959 och i Svenska stadsförbundet 1961–1962. Han var ordförande i Chalmerska ingenjörsföreningens bergslagsavdelning 1959–1963.